# Mateo Klimowicz
Mateo Klimowicz, né le 6 juillet 2000 à Córdoba en Argentine, est un footballeur germano-argentin d'origine polonaise qui évolue au poste de milieu offensif à l'Atlético de San Luis.

## Biographie

### Instituto Córdoba
Né à Córdoba en Argentine, Mateo Klimowicz s'intéresse très jeune au football et suit les traces de son père lorsque celui-ci joue en Allemagne. Il connaît ainsi le VfL Wolfsburg et le Borussia Dortmund, avant d'être formé à l'Instituto Córdoba, dans son pays natal.

### VfB Stuttgart
Le 10 mai 2019, le VfB Stuttgart annonce le transfert de Mateo Klimowicz pour la saison à venir. Le club vient d'être relégué en deuxième division allemande et il fait ses débuts lors de la saison 2019-2020, le 4 août 2019, face au FC Heidenheim. Il entre en jeu à la place de Daniel Didavi, lors de cette rencontre qui se solde par un match nul (2-2). Cette saison-là il participe à la montée du club en première division.
Klimowicz découvre alors la Bundesliga, l'élite du football allemand, lors de la première journée de la saison 2020-2021, le 19 septembre 2020 face au SC Fribourg. Il est titularisé ce jour-là et son équipe s'incline par trois buts à deux.

### En sélection
Mateo Klimowicz est appelé pour la première fois avec l'équipe d'Allemagne espoirs en mars 2021, étant inclus dans la liste des joueurs retenus pour participer au championnat d'Europe espoirs 2021,.

## Vie personnelle
Mateo Klimowicz est le fils de Diego Klimowicz, ancien footballeur professionnel notamment connu pour avoir joué en Allemagne. Par son arrière grand-père, Klimowicz possède des origines polonaises.

## Palmarès

### En équipe nationale
Allemagne espoirs
- Vainqueur du championnat d'Europe espoirs en 2021

## Statistiques
| Saison                | Club                     | Championnat           | Championnat | Championnat | Coupe(s) nationale(s) | Coupe(s) nationale(s) | Compétition(s) continentale(s) | Compétition(s) continentale(s) | Compétition(s) continentale(s) | Total | Total |
| Saison                | Club                     | Division              | M.          | B.          | M.                    | B.                    | Comp.                          | M.                             | B.                             | M.    | B.    |
| 2017-2018             | Instituto Córdoba        | Primera B             | 18+1        | 1+0         | -                     | -                     | -                              | -                              | -                              | 19    | 1     |
| 2018-2019             | Instituto Córdoba        | Primera B             | 16          | 6           | -                     | -                     | -                              | -                              | -                              | 16    | 6     |
| Sous-total            | Sous-total               | Sous-total            | 35          | 7           | 0                     | 0                     | -                              | -                              | -                              | 35    | 7     |
| 2019-2020             | VfB Stuttgart            | 2.Bundesliga          | 7           | 0           | 1                     | 0                     | -                              | -                              | -                              | 8     | 0     |
| 2020-2021             | VfB Stuttgart            | 1.Bundesliga          | 25          | 1           | 2                     | 0                     | -                              | -                              | -                              | 27    | 1     |
| 2021-2022             | VfB Stuttgart            | 1.Bundesliga          | 15          | 0           | 2                     | 1                     | -                              | -                              | -                              | 17    | 1     |
| Sous-total            | Sous-total               | Sous-total            | 47          | 1           | 5                     | 1                     | -                              | -                              | -                              | 52    | 2     |
| 2022-2023             | Arminia Bielefeld (prêt) | 2. Bundesliga         | 5           | 0           | 1                     | 0                     | -                              | -                              | -                              | 6     | 0     |
| Sous-total            | Sous-total               | Sous-total            | 5           | 0           | 1                     | 0                     | -                              | 0                              | 0                              | 6     | 0     |
| Total sur la carrière | Total sur la carrière    | Total sur la carrière | 87          | 8           | 6                     | 1                     | -                              | 0                              | 0                              | 93    | 9     |